# Ferulasav
A ferulasav (más néven ferulsav) a természetben előforduló antioxidáns vegyület. Erősíti a növényi sejtfalat, védi a növényt a fertőzéstől és a túlzott napfénytől. Legnagyobb mennyiségben a gabonafélékben található meg.

## Előfordulás
Sok növény levelében és magjában megtalálható, elsősorban a gabonafélékben (barnarizs, búza, zab), de jelen van a kávéban, almában, articsókában, földimogyoróban, narancsban, ananászban, paradicsomban, sörben, áfonyában, bűzös husángban.
A ferulasav gabonamagvakban a fenolos vegyületek mintegy 90%-át alkotja, ahol a
dihidroferulasavval együtt a lignocellulóz egyik összetevője. Összekapcsolja a lignint és a
poliszacharidokat, így szilárdítja a sejtfalat.
A ferulasav megtalálható a talajban a lignin lebomlása következtében, valamint a levegőben is a fa elégése/elégetése miatt. A talajba ill. a vízbe került ferulasav a környezet pH-értékétől függően néhány hét alatt természetes úton lebomlik.

## Hatásai
Mint számos fenolvegyület, a ferulasav is antioxidáns. Állatkísérletek és in vitro kísérletek eredményei alapján feltételezik, hogy közvetlen antitumorális hatása van tüdő- és májrák esetén.
Gátolja az LDL-koleszterin oxidációját. A pontos hatásmód nem ismert, de a kísérletek szerint ebben az esetben az antioxidáns hatása még a C-vitaminénál is erősebb. Kölcsönhatásba lép a C- és E-vitaminnal, ami tovább erősíti az antioxidáns hatást.
Hatástalanítja a szabad gyököket (szuperoxid, nitrogén-monoxid és hidroxilgyök), melyek károsíthatják a sejthártyát és a DNS-t. Segít védekezni az ibolyántúli sugárzással szemben, ami felerősíti a ferulasav antioxidáns hatását.
Különböző tanulmányok szerint az inzulintermelés fokozásával csökkenti a cukorbetegek vércukorszintjét, növeli a glikogénfelhalmozást és a glükokináz(en) enzim aktivitását a májban. Csökkenti az LDL- és összkoleszterinszintet. Az angiotenzin-konverter enzim(en) (ACE) gátlásával csökkenti a vérnyomást. Véd a béta-amiloid(en) peptid okozta neurotoxicitástól és oxidatív stressztől, javítja az emlékezetet.

## Felhasználás
Az élelmiszeriparban az oxidáció okozta elszíneződések ellen használják (zöld tea, a banán megbarnulása).
Gyakori alkotórésze öregedés elleni, koleszterin- és vérzsírcsökkentő étrendkiegészítőknek, menopauza okozta hőhullám(en) elleni készítményeknek.

## Fizikai tulajdonságok
A cisz-forma sárgás olaj, a transz-forma színtelen, rombos tűkristályok, op. 174°C. Forró vízben, alkoholban, etil-acetátban, dimetil-szulfoxidban oldódik.

## Előállítás
- Vanillint, malonsavat és piperidint reagáltatnak 3 héten keresztül, majd a keletkező terméket sósavval kicsapatják.
- Nagy mennyiségben rizskorpaszurokból gyártják, mely a rizskorpaolaj előállításakor keletkezik. Sűrű, barnás színű hulladékolaj.